# Булацев, Хазби Сергеевич
Хазби́ Серге́евич Була́цев (осет. Булацаты Хазби; 1932—1984) — советский учёный, исследователь истории региональной печати, журналист и педагог, писатель, доктор филологических наук (1983).
Родился в семье осетинского литератора Сергея Булацева, автора художественных переводов на осетинский язык (в частности, переводил Аркадия Гайдара). Отец был репрессирован, вернулся домой, только когда сыну было уже 24 года.
Окончив журфак ЛГУ, Булацев работал по распределению в Липецкой области — в молодёжной газете «Ленинец». Спустя три года перебрался в Орджоникидзе. Работал в комсомольской организации, стал первым секретарём северо-осетинского обкома ВЛКСМ, в 1962 году ездил с делегацией от республики участвовать в фестивале молодёжи и студентов в Хельсинки. Работал в газете «Молодой коммунист». Избирался депутатом в Верховный Совет СОАССР.
В 1967 году защитил диссертацию на соискание учёной степени кандидата филологических наук на тему «Осетинский публицист-революционер Г. И. Дзасохов». Работа имела большой общественный резонанс, состоялась полемика Булацева на страницах республиканской печати с Нафи Джусойты и М. С. Тотоевым. По сути Булацеву удалось «вернуть доброе имя» публицисту и просветителю Дзасохову (ум. 1918), которого до этого ошибочно причисляли к меньшевикам, приписывали ему ряд несвойственных идей.
В 1969 году Булацев получил приглашение преподавать в ЛГУ, принял его и преподавал на факультете журналистики до своей смерти в 1984 году. В 1983 защитил докторскую диссертацию, с 1979 года возглавлял кафедру истории журналистики.
Сын Хазби Булацева — Сергей (р. 1965) — преподаёт на кафедре японоведения Восточного факультета СПбГУ.